# Jacksonville (Oregon)
Jacksonville az Amerikai Egyesült Államok északnyugati részén, Oregon állam Josephine megyéjében, a Miller-hegy lábánál elhelyezkedő város. A 2020. évi népszámláláskor 3020 lakosa volt.
Az általános iskola fenntartója a Medfordi Tankerület.

## Története
1851–1852 körül a térségben aranyat találtak, a települést ekkor alapították. 1927-ig megyeszékhely volt. San Franciscó-i bevándorlók itt hozták létre Oregon első kínai negyedét; egy 2004 márciusi útfelújítás során az 1850-es és 1860-as évekből származó tálakat, teáscsészéket, üvegeket, ópiumtálakat és érméket találtak.
Mivel a vasút elkerülte a helységet, az aranylelőhelyek kiapadását követően 1880-tól a gazdaság lelassult. 1996-ban területét történelmi körzetté nyilvánították.

## Éghajlat
| Hónap                         | Jan.  | Feb.  | Már. | Ápr. | Máj. | Jún. | Júl. | Aug. | Szep. | Okt. | Nov.  | Dec.  | Év    |
| ----------------------------- | ----- | ----- | ---- | ---- | ---- | ---- | ---- | ---- | ----- | ---- | ----- | ----- | ----- |
| Rekord max. hőmérséklet (°C)  | 21,0  | 27,0  | 29,0 | 33,0 | 39,0 | 43,0 | 43,0 | 44,0 | 46,0  | 39,0 | 26,0  | 22,0  | 46,0  |
| Átlagos max. hőmérséklet (°C) | 8,0   | 11,0  | 14,0 | 17,0 | 22,0 | 26,0 | 31,0 | 31,0 | 27,0  | 21,0 | 11,0  | 7,0   | 18,9  |
| Átlagos min. hőmérséklet (°C) | −1,0  | 0,0   | 1,0  | 3,0  | 6,0  | 8,0  | 11,0 | 11,0 | 8,0   | 4,0  | 1,0   | −1,0  | 4,3   |
| Rekord min. hőmérséklet (°C)  | −13,0 | −17,0 | −8,0 | −7,0 | −4,0 | −1,0 | 1,0  | 0,0  | −6,0  | −8,0 | −11,0 | −19,0 | −19,0 |
| Átl. csapadékmennyiség (mm)   | 80    | 65    | 60   | 42   | 36   | 20   | 10   | 14   | 22    | 43   | 86    | 89    | 567   |
| Forrás: PlantMaps             |       |       |      |      |      |      |      |      |       |      |       |       |       |

## Népesség
| Lakosok száma | 839  | 653  | 785  | 706  | 761  | 1172 | 1611 | 1896 | 2235 | 3020 |
|               | 1880 | 1900 | 1910 | 1930 | 1940 | 1960 | 1970 | 1990 | 2000 | 2020 |

## Kultúra

### Rendezvények
A Peter Britt telepes nevét viselő Britt Festival szezonális zenei fesztivál, amelyet 1963 óta a környékbeli dombok akusztikus hatása miatt egy nyitott amfiteátrumban rendeznek meg.

### Múzeumok
Az 1880-as években épült törvényszék épületének megmentésére létrejött a Dél-oregoni Történelmi Társaság, amely az épületben 1950-ben megnyitotta a Jacksonville Museumot; a kiállítóhely finanszírozási problémák miatt 2006-ban bezárt, az épület pedig a város tulajdonába került. A történelmi társaság Medfordban kutatókönyvtárat tart fenn.
A helyi arborétum Cornelius C. Beekman bankár nevét viseli. B. F. Dowell 1859-ben épült lakóépülete az állam legrégebbi olasz stílusú téglaháza.

## Film
Az 1971-es Banditák a jenkik földjén című filmet a városban és térségében, az 1988-as Aki szelet vet címűt pedig teljes egészében Jacksonville-ben forgatták.
Az 1946-os Canyon Passage Jacksonville-ben játszódik. A 2018-as The Sisters Brothers főszereplői áthaladnak a településen.

## Nevezetes személyek
- Adrienne King, színész[18]
- Beth Marion, színész[19]
- Bruce Campbell, színész[20]
- Cornelius C. Beekman, bankár[21]
- Gary Dahl, üzletember[22]
- John Trudeau, karmester[23]
- Kirstie Alley, színész[24]
- Kitty Wilkins, lótenyésztő[25]
- Millie Perkins, színész[26]
- Peter Britt, fotóművész[27]
- Pinto Colvig, Goofy és Pluto szinkronhangja[28]
- Steve Reeves, testépítő[29]

## Testvérváros
- Lawrence, Új-Zéland[30]

## Fordítás
- Ez a szócikk részben vagy egészben  a   Jacksonville, Oregon című angol Wikipédia-szócikk ezen változatának fordításán alapul.  Az eredeti cikk szerkesztőit annak laptörténete sorolja fel. Ez a jelzés csupán a megfogalmazás eredetét és a szerzői jogokat jelzi, nem szolgál a cikkben szereplő információk forrásmegjelöléseként.